# Jean Floc'h
Pour les articles homonymes, voir Floc'h.
Jean Floc'h, né le 8 juillet 1938, est un industriel breton, directeur de l'ancienne équipe cycliste Bretagne-Jean Floc'h. Il est décédé le 24 mai 2007 à l'âge de 68 ans.

## Biographie

Logo de la société Jean Floc'h en 1999

Né dans une ferme dans le Finistère (Plourin), il se passionne très jeune pour le vélo.
Titulaire d'un simple certificat d'études primaires, il fonde la Cooperl, une coopérative bretonne de vente de porcs dont il devient directeur général.
En 1987, il rachète la société Bernard, une entreprise d'abattage située à Locminé. Par la suite, il étend ses activités pour former le groupe agro-alimentaire Bernard Jean Floc'h, spécialisé dans la charcuterie et les salaisons.
Lors de la cession de son affaire aux cadres du Groupe, au début de 2007, le groupe emploie 1 800 personnes, et dégage un chiffre d'affaires de 450 millions d'euros,.
En 1994, il fonde sa première équipe de cyclisme, Bernard Sport.
Amoureux de football, il est le partenaire, parrain officiel et sponsor maillot du FC Lorient depuis plus de 10 ans.
Le fondateur du leader national de l'abattage et de la transformation du porc affaibli par la maladie a été retrouvé mort près de chez lui à Guégon le 24 mai 2007 une arme à ses côtés,.

## L'entreprise Jean Floc'h
En 1989 Jean Floc'h achète les "abattoirs Bernard" à Locminé et en 1991 il crée une conserverie à Baud.
Le groupe rachète en 1998 "Loudéac Viandes", ainsi que "Ster Goz" et créé en 2001 "Jean Floc'h Congélation" ; en 2010 c'est au tour de "Quillard et Fils" d'être acheté.
L'entreprise dispose en 2024 de 12 sites industriels.